# Sight & Sound
Sight & Sound es una revista mensual de cine publicada por el British Film Institute.  

## Listas de Mejores Películas de Todos los Tiempos
Cada diez años desde 1952, la revista hace una encuesta a críticos de cine para clasificar las diez mejores películas de todos los tiempos.

### 1952[2]
1. Ladri di biciclette
2. Luces de la ciudad
3. La quimera del oro
4. El acorazado Potemkin
5. Intolerancia
6. Louisiana Story
7. Avaricia
8. Le jour se lève
9. La pasión de Juana de Arco
10. Breve encuentro / La regla del juego

### 1962[3]
1. Citizen Kane
2. La aventura
3. La regla del juego
4. Avaricia
5. Cuentos de la luna pálida
6. El acorazado Potemkin
7. Ladri di biciclette
8. Iván el Terrible
9. La tierra tiembla
10. L'Atalante

### 1972[4]
1. Citizen Kane
2. La regla del juego
3. El acorazado Potemkin
4. 8½
5. La aventura
6. Persona
7. La pasión de Juana de Arco
8. El maquinista de La General
9. The Magnificent Ambersons
10. Cuentos de la luna pálida / Smultronstället

### 1982[5]
1. Citizen Kane
2. La regla del juego
3. Los siete samuráis
4. Cantando bajo la lluvia
5. 8½
6. El acorazado Potemkin
7. La aventura / The Magnificent Ambersons / Vértigo

10 El maquinista de La General / The Searchers

### 1992[6]
1. Citizen Kane
2. La regla del juego
3. Cuentos de Tokio
4. Vértigo
5. The Searchers
6. L'Atalante
7. La pasión de Juana de Arco
8. Pather Panchali
9. El acorazado Potemkin
10. 2001: A Space Odyssey

### 2002[7]
1. Citizen Kane
2. Vértigo
3. La regla del juego
4. El padrino y El padrino II
5. Cuentos de Tokio
6. 2001: A Space Odyssey
7. El acorazado Potemkin
8. Amanecer
9. 8½
10. Cantando bajo la lluvia

### 2012[8][9]
Se impuso una nueva regla para esta votación: las películas relacionadas que se consideran parte de un todo más amplio (por ejemplo, The Godfather y The Godfather Part II, la trilogía Tres Colores de Krzysztof Kieślowski y Dekalog, o la Trilogía de Apu de Satyajit Ray) debían tratarse como películas por separado a fines de votación.
Para la encuesta de 2012, Sight & Sound también escuchó décadas de críticas sobre la falta de diversidad de sus participantes en la encuesta e hizo un gran esfuerzo para invitar a una variedad mucho más amplia de críticos y cineastas de todo el mundo a participar, teniendo en cuenta el género, origen étnico, raza, región geográfica, estado socioeconómico y otros tipos de representación insuficiente.
1. Vértigo
2. Citizen Kane
3. Cuentos de Tokio
4. La regla del juego
5. Amanecer
6. 2001: A Space Odyssey
7. The Searchers
8. El hombre de la cámara
9. La pasión de Juana de Arco
10. 8½

### 2022[10]
Para la lista del 2022, contó con la participación de 1,639 críticos, programadores, curadores, activistas y académicos, por lo que contó con una visión del cine más amplia y diversa.
1. Jeanne Dielman, 23 quai du Commerce, 1080 Bruxelles
2. Vértigo
3. Citizen Kane
4. Cuentos de Tokio
5. In the Mood for Love
6. 2001: A Space Odyssey
7. Beau Travail
8. Mulholland Drive
9. El hombre de la cámara
10. Cantando bajo la lluvia